# Ambaio
Ambaio – miasto w Sudanie Południowym w stanie Imatong. Liczy 8144 mieszkańców (szacunek 2013).